# Cantares Mexicanos
Cantares Mexicanos è il nome dato ad una collezione di canzoni e poemi Nahuatl scritti nel XVI secolo. Le 91 canzoni del Cantares formano la più grande collezione di opere Nahuatl, contenendo oltre la metà degli scritti conosciuti. Attualmente si trova presso la Biblioteca Nazionale del Messico a Città del Messico.

## Descrizione
Una traduzione in spagnolo venne fatta dal grande studioso messicano Ángel María Garibay Kintana, nel secondo e terzo volume del Poesía náhuatl (1965, 1968). In seguito fu pubblicata una versione in inglese nel 1985, ad opera di John Bierhorst, col titolo di Cantares Mexicanos: Songs of the Aztecs, e sotto forma di dizionario e coniugazione. Nonostante la traduzione di Bierhorst fosse apprezzata dagli studiosi per accuratezza e fedeltà al manoscritto originale, le traduzioni furono criticate per il fatto che dava per scontato che i Cantares fossero "canzoni fantasma", parte di un movimento coloniale parallelo alla Danza degli spiriti degli indiani delle pianure americane.